# نیدرشونهاوزن
نیدرشونهاوزن (به آلمانی: Berlin-Niederschönhausen) یک منطقهٔ مسکونی در آلمان است که در Pankow واقع شده‌است. نیدرشونهاوزن ۲۶٬۹۰۳ نفر جمعیت دارد.